# Скворцовые коньки
Скворцовые коньки (лат. Macronyx, от др.-греч. μακρός ὄνυξ «длинный коготь») — род птиц семейства трясогузковых. Распространены в Африке.

## Виды
В состав рода включают 8 видов:
- Macronyx ameliae Tarragon, 1845 — Красногорлый скворцовый конёк, или красногорлая трясогузка
- Macronyx aurantiigula Reichenow, 1891 — Золотогорлый скворцовый конёк
- Macronyx capensis (Linnaeus, 1766) — Капский скворцовый конёк, или капская трясогузка
- Macronyx croceus (Vieillot, 1816) — Желтогорлый скворцовый конёк
- Macronyx flavicollis Ruppell, 1840 — Эфиопский скворцовый конёк
- Macronyx fuellebornii Reichenow, 1900 — Замбийский скворцовый конёк
- Macronyx grimwoodi Benson, 1955 — Ангольский скворцовый конёк
- Macronyx sharpei Jackson, 1904 — Скворцовый конёк Шарпа